# 香爐

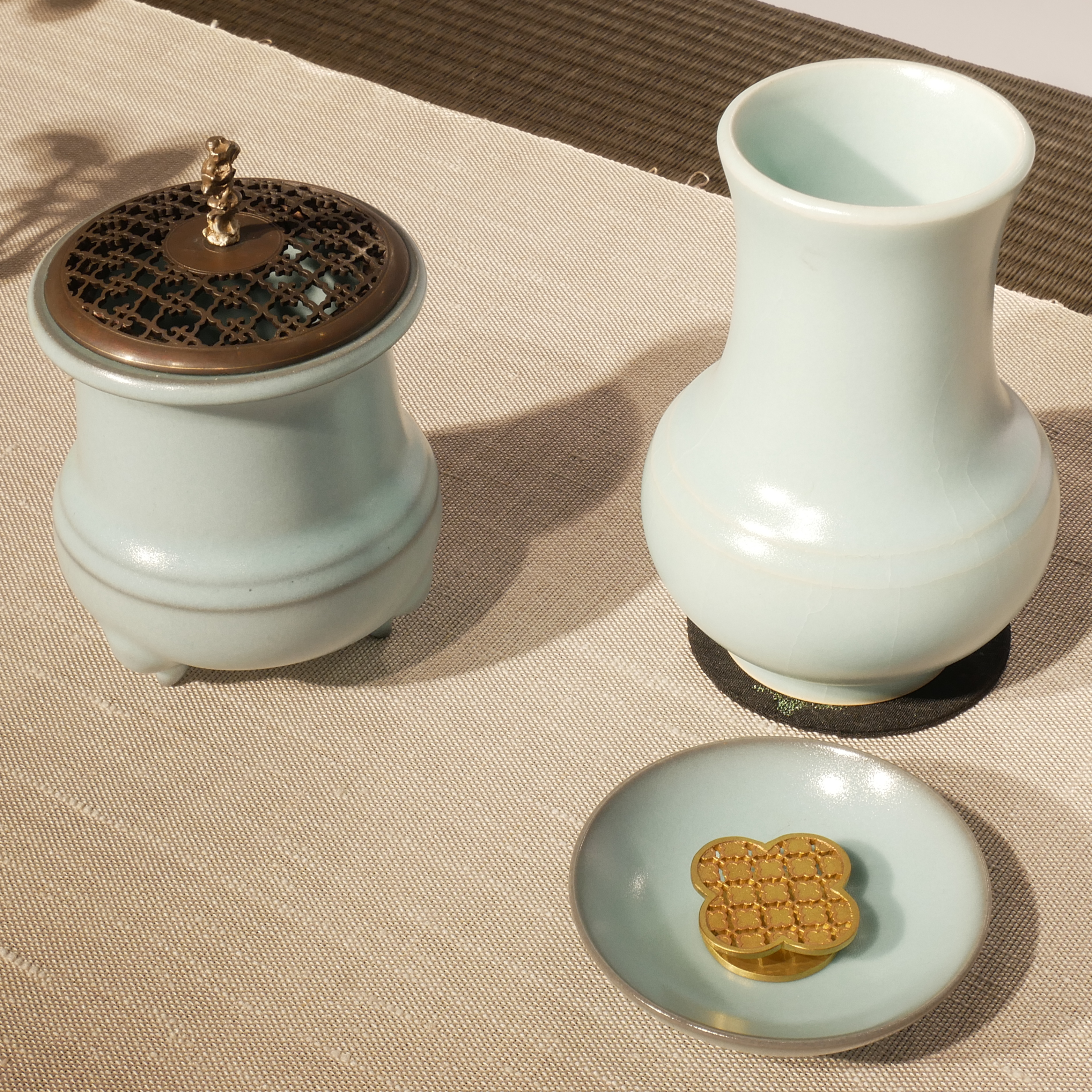
青瓷香爐與匙箸瓶

香爐亦稱為熏爐，是用於燃燒香料的容器。香爐的各個大小、形式和建築材料差別很大，在許多文化中和宗教都有使用。在許多文化中，燒香有精神和宗教內涵，影響了香爐的設計和裝飾。

## 使用
線香香爐裝有香灰，在祭祀時將整柱線香插入香爐來燒香。線香適合在大眾場域或多數人上香時使用。
而燃燒香粉、香料、束柴時，會在香爐中裝香料香粉，並另外點燃引火點使其焚燒。香料會因為信眾祈求目的製成不同形狀，如元寶形、塔形、錐形。
在佛教盛行臥香，點香後平放在臥香爐內。日本佛寺也有使用臥香，平放在香爐可以燃盡，直插香灰中則會留下殘香，所以要定期清理香灰。
在佛教、道教法事中，有一種形式的香爐稱為「手爐」，是可以用手執持、在活動進行中使用的香爐。據釋氏要覽說：「法苑珠林云：天人黃瓊說迦葉佛香爐，略云：前有十六獅子白象，於二獸頭上別起蓮華台以為爐。後有獅子蹲踞。頂上有九龍，繞承金華。華內有金台寶子盛香。佛說法時，常執此爐。比觀今世手爐之製，小有倣法焉」。
在道教和佛教的寺廟中，香爐常置放在廟外，拜殿中及供桌上。信眾祭祀禮拜燒香時，將各柱香垂直插入香爐中。

## 歷史
中國的香炉最早源于春秋时期，到战国时期，香炉的制作技艺就已经非常清湛，代表作有陕西宝鸡市雍城遗址出土的凤鸟衔环铜香炉。到了汉朝，香炉更为普及，此时还出现了陶香炉，有的施以彩绘，如湖南长沙市马王堆一号汉墓出土的彩绘陶香炉。西汉中期，出现了香炉的代表形制博山炉，其名字来源于传说中的海上仙山“博山”，其代表作有河北保定市中山靖王墓出土的铜错金博山炉。唐朝，香炉的造型趋向多元化，制作更加精良，外现更为华美，此时还出现了可置放于被褥里的香囊，如陕西扶风县法门寺地宫出土的两个鎏金银香囊。明朝出现了一种新形制宣德炉，当时是由明宣宗亲自督办，用真腊进贡的黄铜制作成的香炉。

## 伊斯蘭世界
香爐在伊斯蘭世界通常被稱為香水燃燒器，並沒有特定的宗教功能，被廣泛用於房屋內。伊斯蘭世界香爐形狀通常是山貓形狀的。

## 印度教
印度教徒傳統上使用一種叫做Dhunachi的土製香爐用香爐焚香，但也使用椰子殼製作的香爐，該香爐有喇叭形狀，弧形手柄和敞開的頂部。

## 圖集

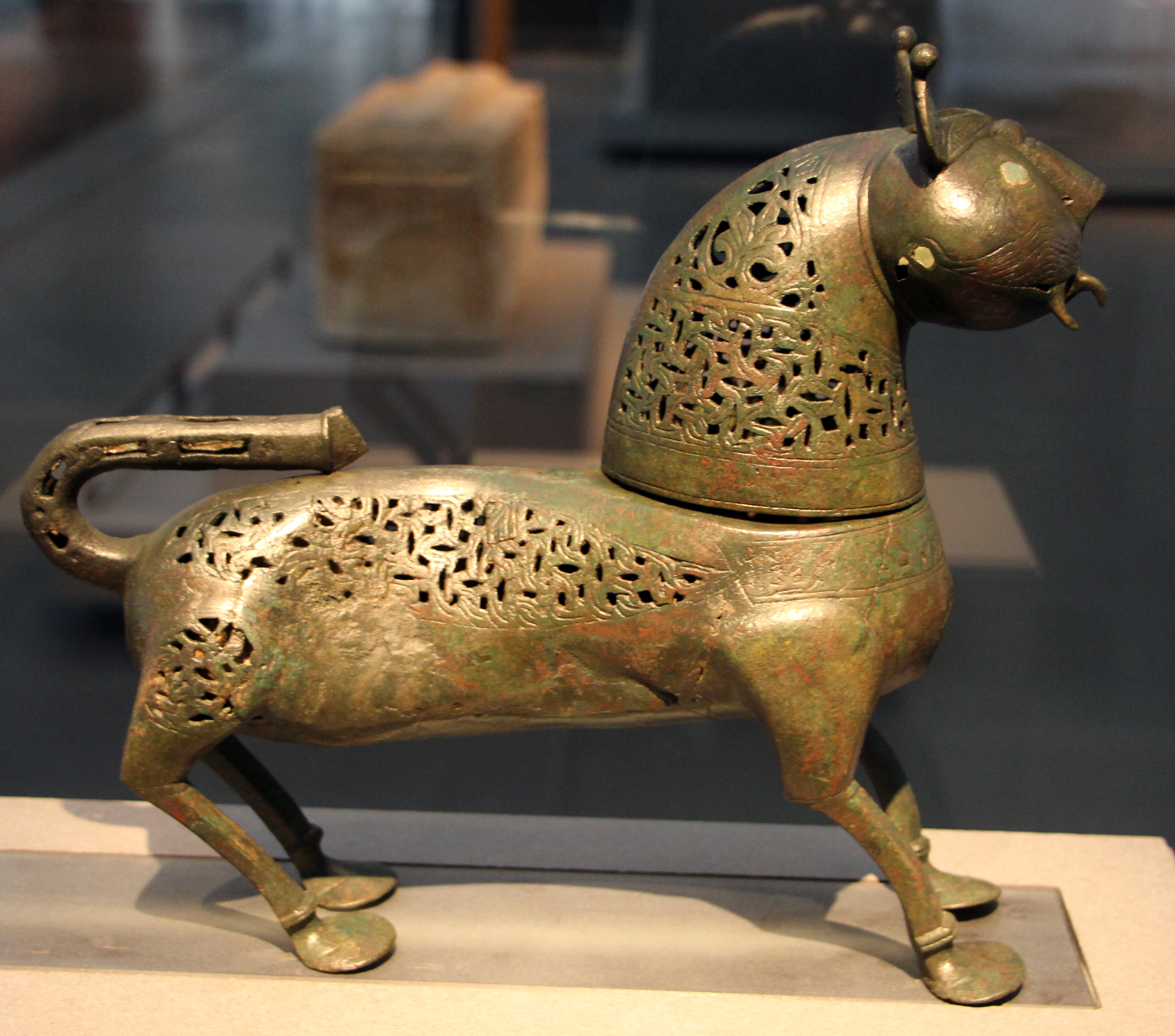
11世紀中亞或呼羅珊地區的山貓形狀香爐
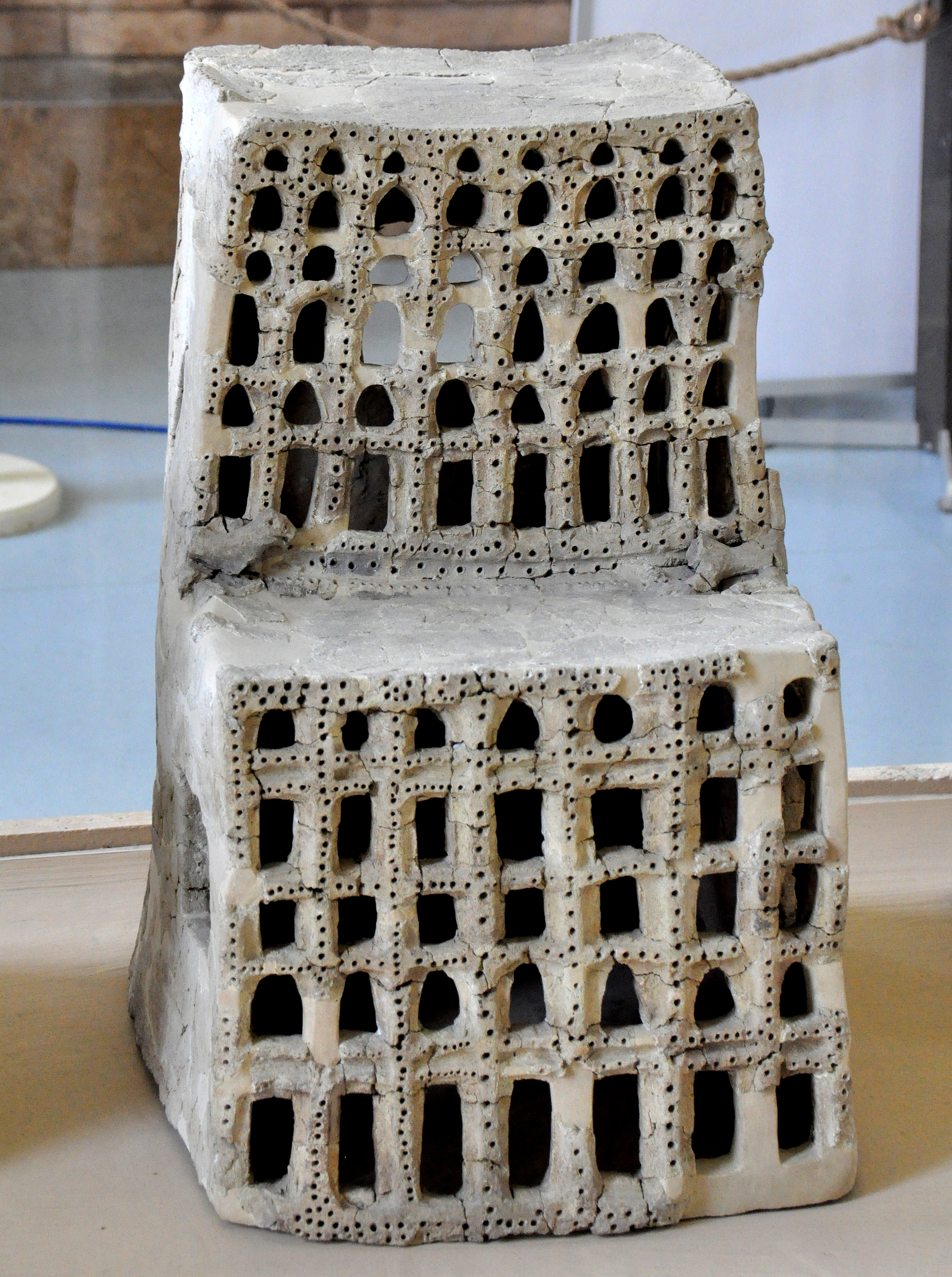
伊拉克亞述古城的香爐
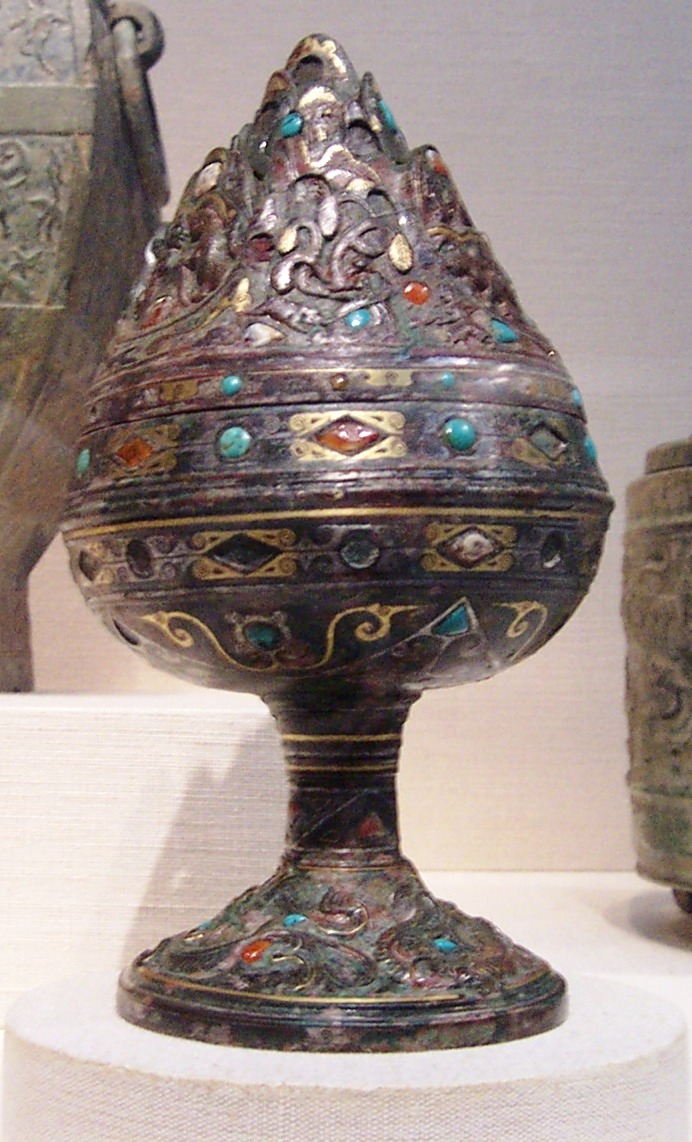
中國西漢鑲嵌青銅香爐
中國西漢中山王墳塋中出土的鑲嵌金色的青銅香爐
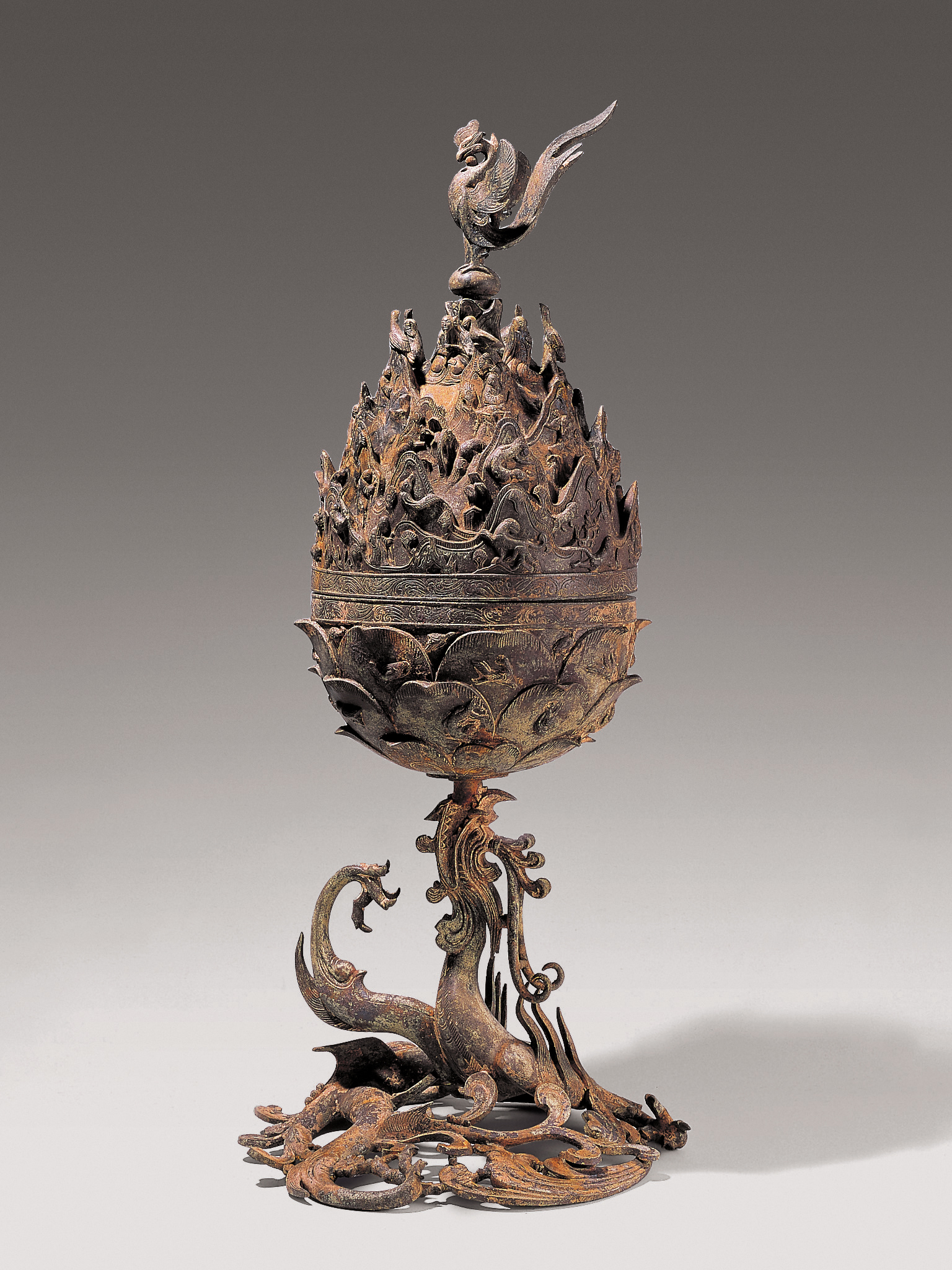
百濟的鍍金青銅香爐
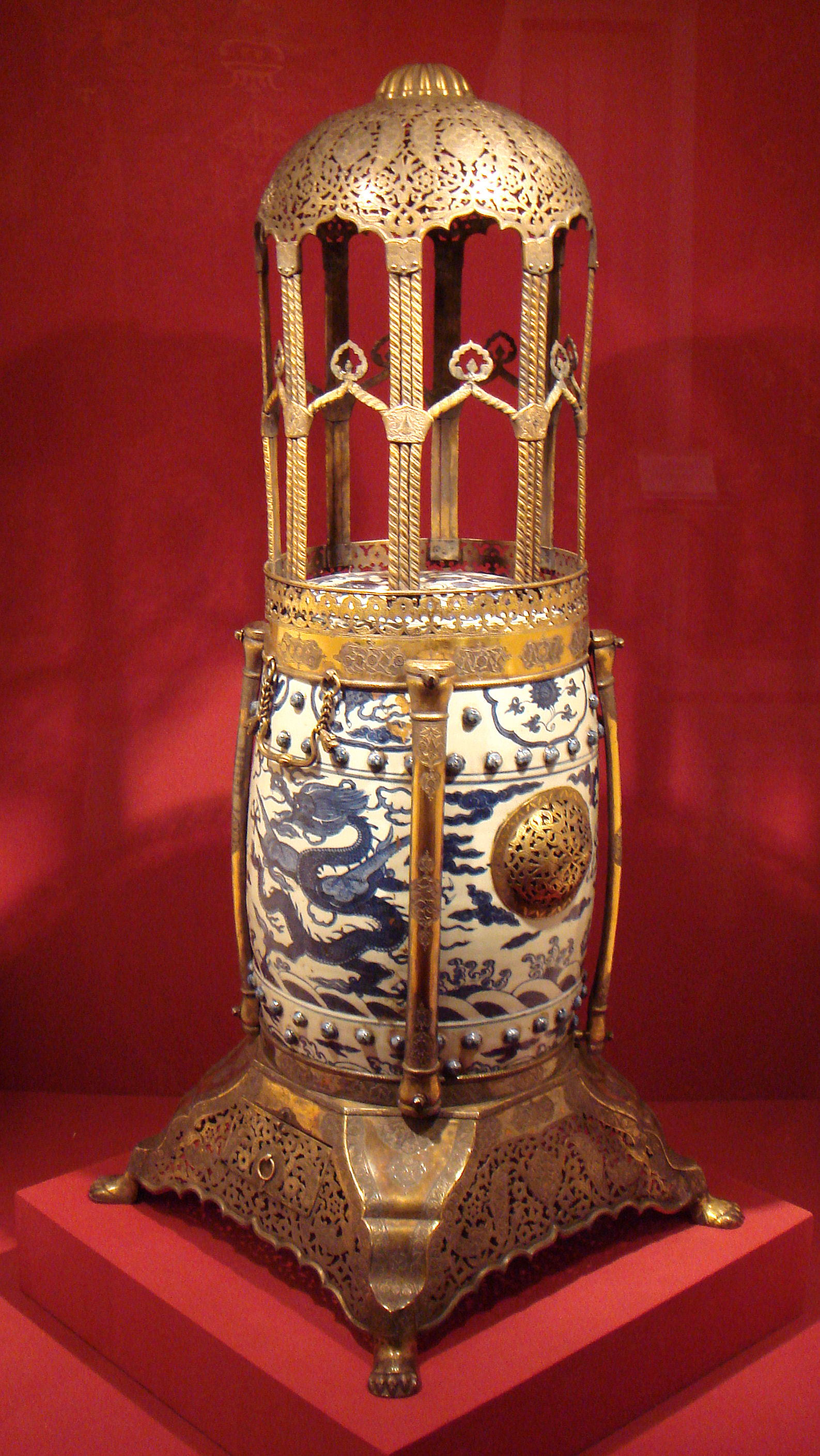
奧斯曼帝國的香爐，土耳其伊斯蘭博物館（英语：Turkish and Islamic Arts Museum）
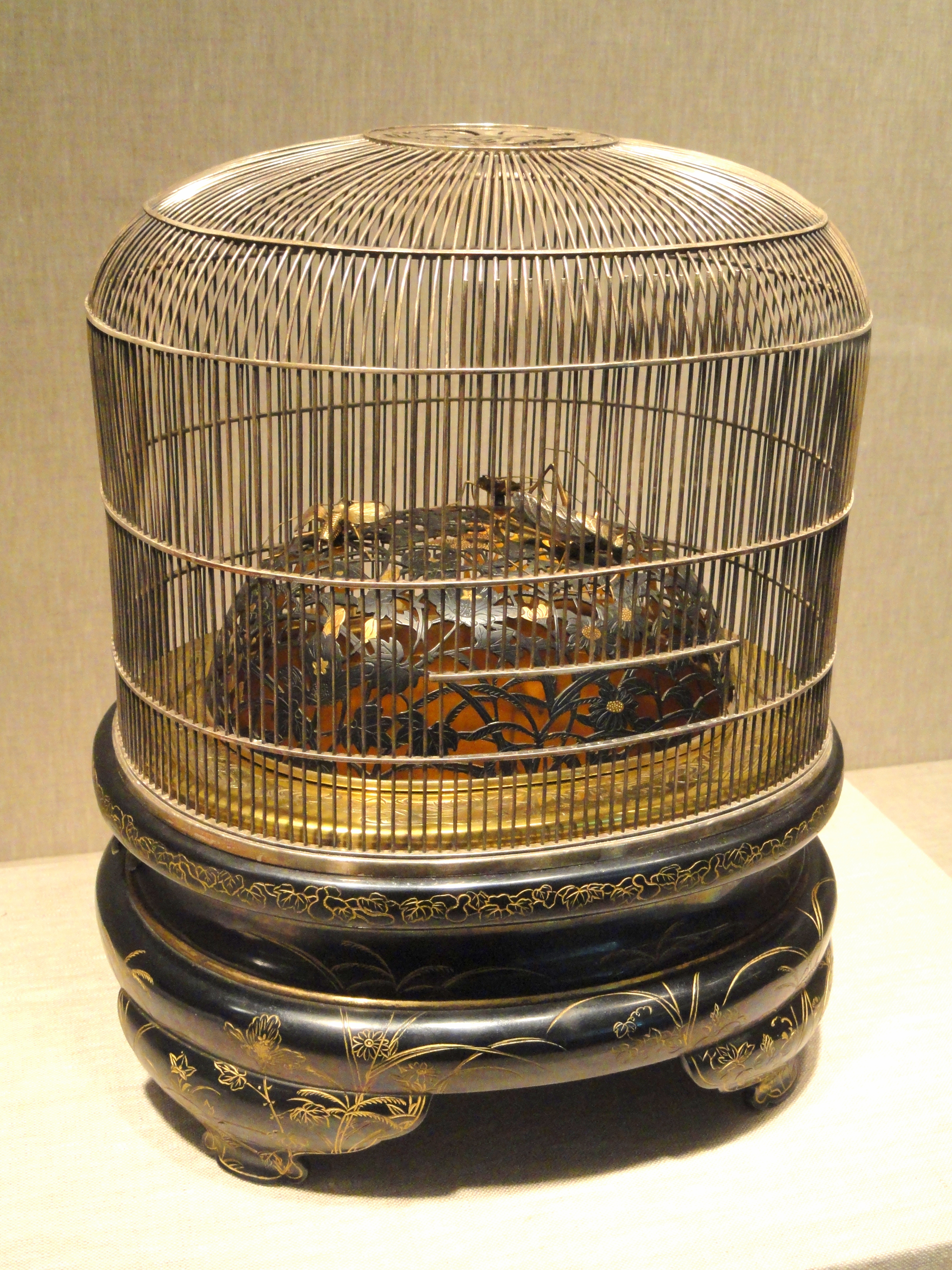
昆蟲籠子形狀的香爐
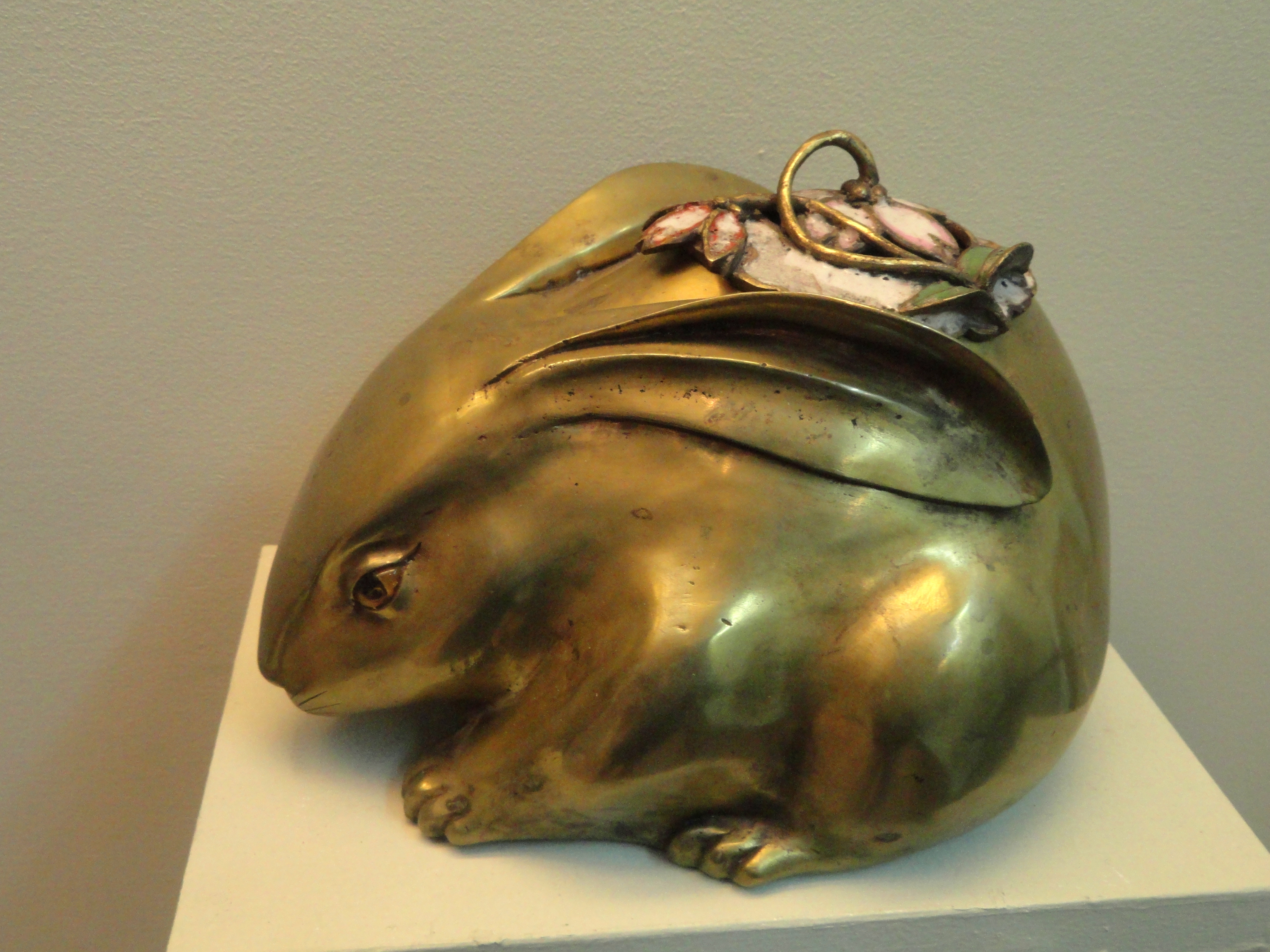
兔子形狀香爐
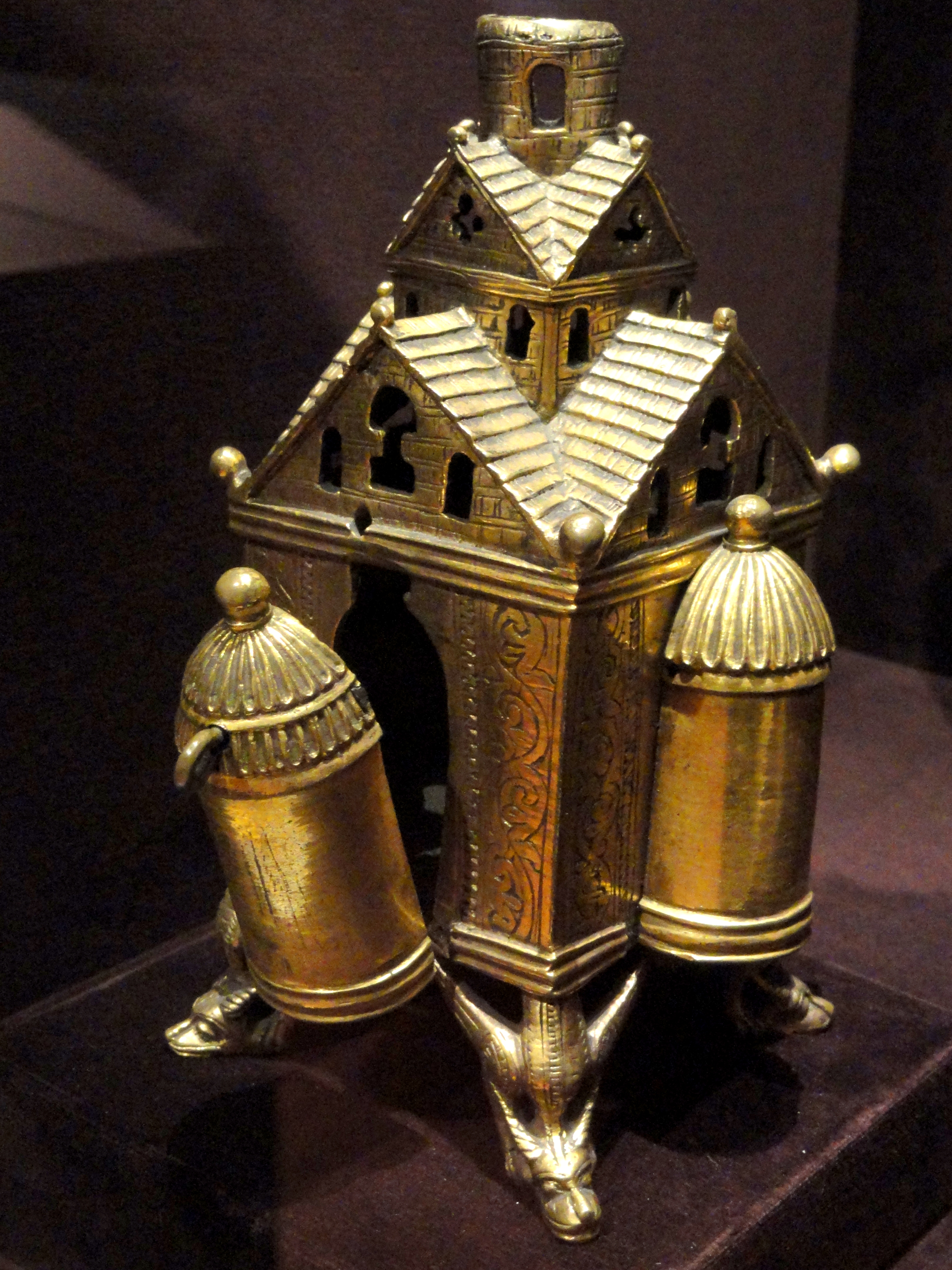
祭壇十字架香爐
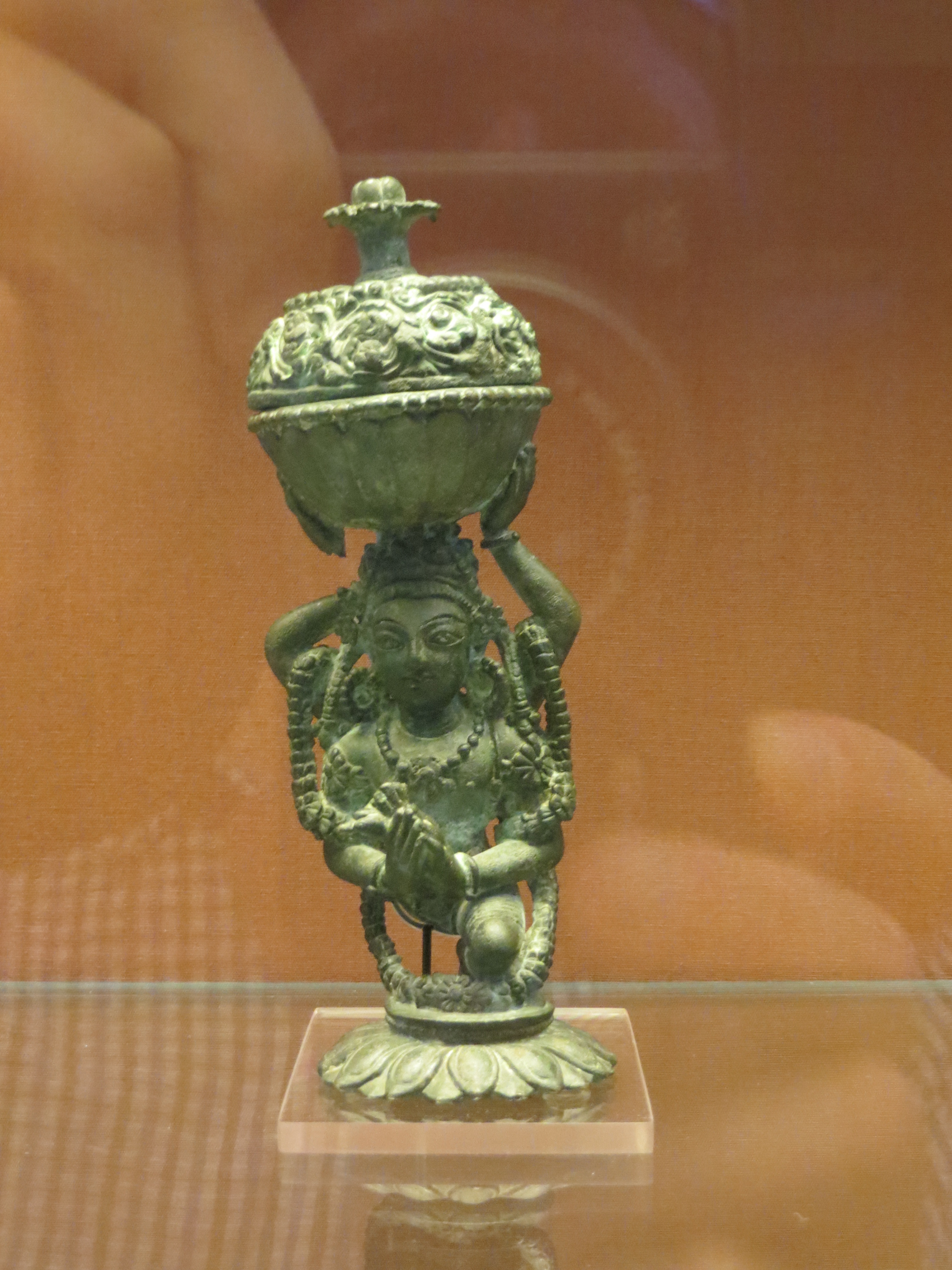
克什米爾的銅合金香爐
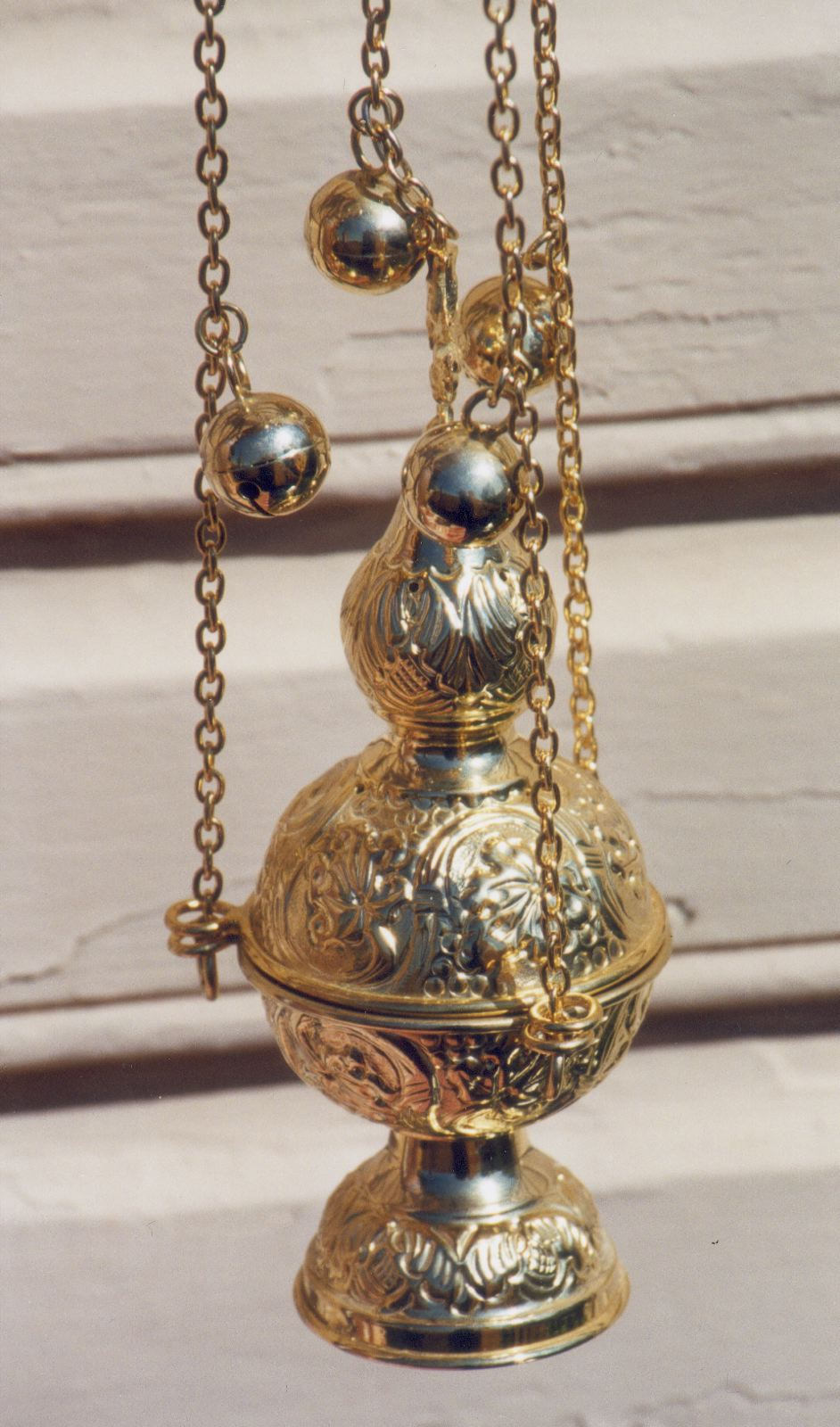
鈴鐺式香爐
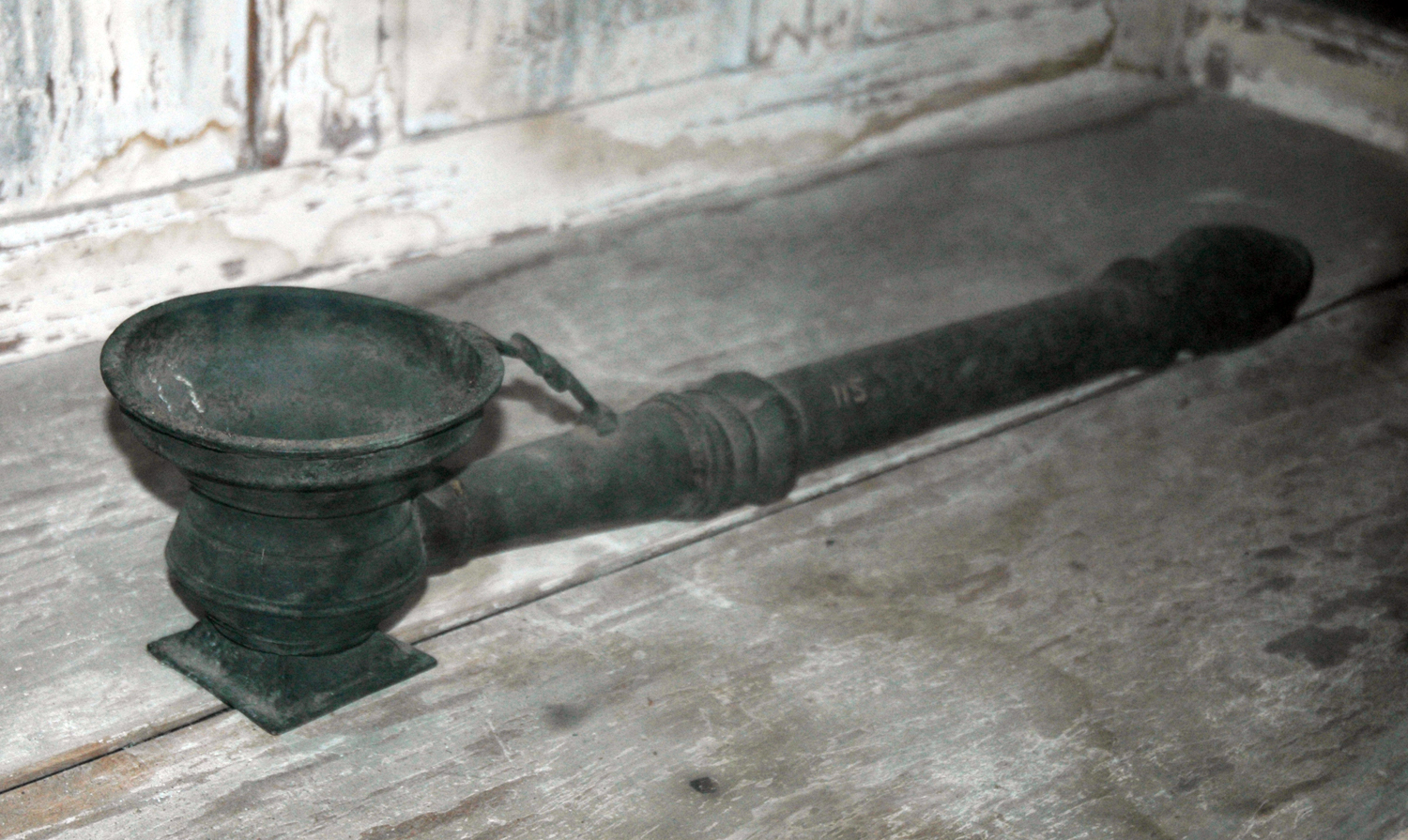
斯里蘭卡的黃銅手柄香爐

## 外部連結
- 维基词典中的词条「香爐」
- 维基共享资源上的相關多媒體資源：香爐